# Festpreis
Der Festpreis (englisch fixed price) ist in der Wirtschaft ein in verschiedenen Fachgebieten unterschiedlich definierter Preis, der entweder behördlich durch Rechtsnormen oder in der Privatwirtschaft durch Vertrag festgelegt ist und weder unter- noch überschritten werden darf. Dabei werden mitunter auch unzutreffende Vorstellungen mit dem Begriff „Festpreis“ verbunden.

## Allgemeines
Festpreise sind charakteristisch für die zentrale Planwirtschaft und im Sozialismus; Einzelhandelspreise wurden beispielsweise in der DDR genehmigt. Sie lagen dann fest und konnten daher auf den Produkten bereits bei deren Herstellung aufgedruckt, geprägt oder mit spritzgegossen werden.
In den meisten Marktwirtschaften unterliegen dagegen fast alle Preise der freien Preisbildung durch Angebot und Nachfrage, so dass sie durch den Preismechanismus mehr oder weniger großen Schwankungen ausgesetzt sind. Ausnahmen sind Preisgenzen oder zu genehmigende Preiserhöhungen im Interesse der gesamten Gesellschaft oder zur Marktregulierung.
Im Rahmen staatlicher Preiskontrolle werden manchmal Mindestpreise, Festpreise oder Höchstpreise festgelegt.  Heinrich von Stackelberg meinte 1951: „Ebenso wie der Festpreis über dem Normalpreis als ein Mindestpreis anzusprechen ist, stellt der Festpreis unter dem Normalpreisniveau einen Höchstpreis dar“.

## Festpreise in einzelnen Wirtschaftszweigen
Festpreise – mit unterschiedlicher Wirkung – gibt es im Handel, im Kreditwesen, in der Bauwirtschaft oder als gesetzlich festgelegte Preise.

### Handel

#### Einzelhandel
Im Gegensatz zu dem im Basar jeweils individuell auszuhandelnden Verkaufspreisen werden die vom Einzelhandel festgelegten Preise dann als Festpreise bezeichnet, wenn ein Händler nur zu diesen Preisen verkaufen will und nicht zu Verhandlungen bereit ist. Angebotsfestpreise sind für Privathaushalte von größter Bedeutung. Sie gibt es vor allem im Einzelhandel, auf Wochenmärkten und im Versandhandel. Oft gelten derartige Festpreise als Verhandlungsbasis, können also – außerhalb des Lebensmitteleinzelhandels – im Rahmen der Preisverhandlung zwischen Käufer und Verkäufer noch verringert werden.
Im Geschäftsverkehr werden Angebotspreise als Festpreis bezeichnet, sofern die Preise nicht freibleibend, sondern für einen bestimmten Zeitraum gültig sein sollen. Damit wird ausgedrückt, dass das Angebot mit dem vorgesehenen Preis für diesen Zeitraum verbindlich ist.

#### Markenartikel
Bei Markenartikeln ist ein Festpreis oft ein charakteristisches Merkmal. Hierzu führte Konrad Mellerowicz im Jahre 1955 aus: „Der Festpreis ist auch Vorbedingung für gleichbleibende Qualität; stets gleiche Qualität ist an stets gleichen Preis, also einen Festpreis gebunden“. Die Festpreisbindung für Markenartikel wurde in Deutschland im Dezember 1973 aufgehoben.

#### Preisbindung
Die Vorteile der Preisbindung sind Verlässlichkeit, Stabilität und damit Planbarkeit der Kaufpreise sowie das Fortfallen von Preisverhandlungen. Der Bundestag ging im Januar 1955 in seinem Entwurf des GWB davon aus, dass „in der Vorstellung der Verbraucher eine bestimmte psychologische Verknüpfung von Festpreis und Produktqualität [besteht]. Unbeständige Verkaufspreise rufen beim Konsumenten leicht die Vorstellung wach, dass auch die Güte der Ware schwanke. Sein Vertrauen in die Qualität der Ware und damit den Wert der Ware würden beeinträchtigt werden“. Die vertikale Preisbindung ist jedoch nur noch für wenige Produkte statthaft (etwa Buchpreisbindung, Zeitungen oder Zeitschriften gemäß § 30 GWB, Tabakwaren gemäß § 26 Abs. 1 TabStG und § 28 Abs. 1 TabStG oder rezeptpflichtige Arzneimittel). Keine Preisbindung gibt es bei lediglich empfohlenen Verkaufspreisen ("unverbindliche Preisempfehlung").

### Kreditinstitute

#### Festzins
Der Festzins ist ein Zinssatz, der für eine bestimmte Laufzeit unverändert konstant bleibt, unabhängig von der aktuellen Entwicklung der Marktzinsen. Festzinssätze gibt es sowohl im Kreditgeschäft (Kreditzins) als auch im Einlagengeschäft (Habenzins): Eine Legaldefinition bietet § 489 Abs. 5 BGB, wonach ein „gebundener“ Zinssatz für die gesamte Vertragslaufzeit als feststehende Prozentzahl vereinbart wird. Ein Festzins kann entweder für die gesamte Laufzeit eines Kredites oder einer Geldanlage vereinbart werden oder aber nur für einen Teil der Laufzeit (siehe Zinsbindungsfrist).

#### Wertpapiergeschäft
Gemäß § 64 Abs. 6 Satz 2 WpHG ist im Wertpapierdepotgeschäft der Festpreis legaldefiniert. Danach darf ein Wertpapierdienstleistungsunternehmen einen auf seiner unabhängigen Honorar-Anlageberatung beruhenden Geschäftsabschluss nicht als Geschäft mit dem Kunden zu einem festen oder bestimmbaren Preis für eigene Rechnung (Festpreisgeschäft) ausführen, ausgenommen hiervon sind Festpreisgeschäfte in Finanzinstrumenten, deren Anbieter oder Emittent das Wertpapierdienstleistungsunternehmen selbst ist. Im Festpreis- und Eigenhändlergeschäft wird der Preis zwischen den Vertragsparteien ausgehandelt oder einseitig vom Kreditinstitut bestimmt, wobei es sich nach billigem Ermessen an der aktuellen Marktentwicklung zu orientieren hat. Im Festpreis- und Eigenhändlergeschäft tritt die Bank dem Kunden unmittelbar als Käufer oder Verkäufer gegenüber. Bei Abschluss eines Deckungsgeschäftes der Bank erwirbt der Kunde das Eigentum direkt von dem anderen Marktteilnehmer kraft dessen Verfügungsermächtigung bzw. erwirbt dieser das Eigentum aufgrund einer Verfügungsermächtigung des Kunden. Im Gegensatz zum Kommissionsgeschäft trägt grundsätzlich die Bank das Absatz- und Preisverfallrisiko gegenüber dem Kunden. Die Ausführung von Aufträgen zum Kauf von Wertpapieren im Wege der Kommission ist der Regelfall. Festpreisgeschäfte kommen nur in Betracht, wenn die Vertragsparteien eines Wertpapiergeschäfts einen Festpreis vereinbaren und die Kreditinstitute keine zusätzlichen Bankgebühren für eine Geschäftsbesorgung in Rechnung stellen.

#### Termingeschäfte
Termingeschäfte (bei Wertpapieren, Devisen, Edelmetallen, Commodities) werden zuweilen auch als Festpreisgeschäfte bezeichnet, weil die Vertragspartner am Tag des Geschäftsabschlusses einen Terminkurs vereinbaren, der am Fälligkeitstag des Termingeschäfts – unabhängig von der inzwischen eingetretenen Marktentwicklung – zu erfüllen ist.

#### Emissionsgeschäft
Beim Festpreisverfahren übernimmt das Bankenkonsortium in der Regel die komplette Emission zu einem Festpreis (Übernahmekurs) und bietet sie den Anlegern zu einem darüber liegenden Preis (Emissionskurs) an. Es wird lediglich noch beim Bezugsrecht eingesetzt.

### Baubranche
Gelegentlich wird ein in einem Bauvertrag vereinbarter Pauschalpreis als „Festpreis“ bezeichnet („Pauschalfestpreis“, „Festpreisgarantie“). Dies ist häufig missverständlich und führt zu Auslegungsschwierigkeiten. Einerseits kann auch ein Pauschalpreis ein „Gleitpreis“ sein, wenn in dem Vertrag eine Preisgleitklausel vereinbart wurde. Zum anderen wird mit dem Begriff „Festpreis“ häufig die Vorstellung verbunden, dass dieser Preis der endgültig zu zahlende Preis sei, was aber nicht der Fall ist, wenn Änderungen und zusätzliche Leistungen (Nachträge) beauftragt werden oder die durch Behinderungen und ähnliche Umstände verursachten Kosten zu erstatten sind. Der endgültig zu zahlende Preis kann deshalb deutlich über einem solchen vereinbarten „Festpreis“ liegen.
In Bauverträgen der Privatwirtschaft versucht der Auftraggeber häufig, durch bestimmte Klauseln das Risiko von Mehrkosten auf den Bauunternehmer zu verlagern und dadurch zu erreichen, dass die endgültig zu zahlende Summe möglichst nicht höher als der Festpreis ist. Die Klausel „Die dem Angebot des Auftragnehmers zugrunde liegenden Preise sind grundsätzlich Festpreise und bleiben für die gesamte Vertragsdauer verbindlich“ wird von der Rechtsprechung als unwirksam angesehen, da sie den Bestimmungen über Allgemeine Geschäftsbedingungen widerspricht. Solche Festpreis-Klauseln verstoßen gegen die Vorschrift des § 313 BGB, welche den Vertragsparteien bei einer Störung der Geschäftsgrundlage das Recht gibt, den Vertrag anzupassen, benachteiligt den Auftragnehmer unangemessen und ist daher nach § 307 Abs. 1 BGB unwirksam.
Ein Versuch, einen endgültig verbindlichen „Festpreis“ zu erreichen, ist der manchmal bei großen Bauprojekten vereinbarte Garantierte Maximalpreisvertrag. Dabei wird in einem komplexen Verfahren versucht, die zu erwartenden zusätzlichen Kosten im Rahmen des garantierten Maximumpreises zu halten. In der Immobilienwirtschaft versteht man unter dem Festpreisabkommen einen Vertrag zwischen einem Auftraggeber und einem Auftragnehmer über pauschalisierte Kosten bei der Erbringung von Dienstleistungen.

### IT-Projekte
In IT-Projekten wird mit dem Vertragsmodell des agilen Festpreises versucht, Festpreise nach einer anfänglichen Testphase festzusetzen.

### Preise typisierter Dienstleistungen
Dienstleistungen werden üblicherweise nach Zeitaufwand abgerechnet. So wie ein Hersteller gleiche Produkte zu gleichen Preisen verkauft, unabhängig davon, ob die Produktionskosten gelegentlich schwankten, werden typisierte Dienstleistungen, die immer wieder in gleicher oder vergleichbarer Weise erbracht werden (z. B. Radwechsel, Herrichten des Hotelzimmers, Wechseln von Beleuchtungskörpern in Treppenhäusern) häufig auch zu gleichbleibenden Preisen pro Leistungseinheit abgerechnet. Diese Preise werden auch als Festpreise bezeichnet, da sie nicht gemäß dem jeweiligen Arbeitsaufwand schwanken.

### Gesetzlich geregelte Preise
Diese, auch externe Festpreise oder administrierte Preise genannten Festpreise sind vom Staat durch Gesetze fixiert und zeigen sich in feststehenden Gebühren. Rechtsgrundlage ist unter anderem das Bundesgebührengesetz (BGebG), das die Erhebung von Gebühren für öffentliche Leistungen durch Behörden regelt. Im Geschäftsverkehr mit Verbrauchern und mit Behörden werden Bruttopreise vereinbart. Diese Preise bleiben auch bei einer Erhöhung der Mehrwertsteuer verbindlich. Nur wenn die Preise mehr als 4 Monate vor dem Inkrafttreten der Steueränderung vereinbart wurden, kann eine Preisanpassung erfolgen (§ 29 UStG).
Der Sachverständigenrat zur Begutachtung der gesamtwirtschaftlichen Entwicklung hat diese staatlich administrierten Preise nach der Intensität ihrer Beeinflussung durch den Staat wie folgt aufgeteilt:
Direkt administrierte Preise
Beförderungstarife, Rundfunkbeitrag oder Gebühren für Nachrichtenübermittlung werden vom Staat unmittelbar festgelegt und machen 4,6 % des Warenkorbs aus.
Teiladministrierte Preise
wie öffentliche Versorgungstarife, Versicherungstarife, Gesundheitspflege oder Flugtarife werden vom Staat kontrolliert und sind durch ihn genehmigungspflichtig (Warenkorb 10,9 %).
Quasi-administrierte Preise
wie Benzin, Heizöl, Tabak und Alkohol werden über den hohen Steueranteil über die Steuerlast vom Staat beeinflusst (Warenkorb: auch 10,9 %).
Indirekt administrierte Preise
Fast der gesamte Lebensmittelbereich wird über EU-Marktordnungen durch Mindest-, Fest- oder Richtpreise vom Staat beeinflusst (Warenkorb: 14,9 %).
Gemessen am Warenkorb besitzen somit 41,3 % der Güter/Dienstleistungen administrierte Preise.

#### Öffentlicher Personennahverkehr
Gemäß § 39 Abs. 3 PBefG dürfen Beförderungsentgelte (Fahrkarten) im öffentlichen Personennahverkehr (ÖPNV) nicht über- oder unterschritten werden; sie sind gleichmäßig anzuwenden und damit Festpreise. Das gilt für Straßenbahn, Omnibus, Eisenbahn und Taxi. Die Taxitarife für Taxifahrten innerhalb des so genannten Pflichtfahrbereichs werden von der jeweiligen Gemeinde verbindlich festgelegt (§ 51 Abs. 1 PBefG), um den Wettbewerb unter den Taxifahrern zu regulieren und die Kunden zu schützen.

#### Freie Berufe
Auch die Vergütung für die Leistungen verschiedener freier Berufe ist gesetzlich geregelt und gilt deshalb als Festpreis, da sie nicht oder nur in einem bestimmten Rahmen veränderbar ist. Insbesondere handelt es sich um:
- GOÄ – Gebührenordnung für Ärzte[17]
- GOP – Gebührenordnung für Psychologische Psychotherapeuten und Kinder- und Jugendlichenpsychotherapeuten[18]
- GOT – Gebührenordnung für Tierärzte[19]
- GOZ – Gebührenordnung für Zahnärzte[20]
- HOAI – Honorarordnung für Architekten und Ingenieure[21]
- RVG – Rechtsanwaltsvergütungsgesetz[22]
- StBVV – Steuerberatervergütungsverordnung[23]

Preisänderungen gibt es erst, wenn die betreffende Gebührenordnung geändert wird.

## Wirtschaftliche Aspekte
Für alle Marktteilnehmer besteht bei schwankenden Preisen ein Marktrisiko, das sich durch ein Preisrisiko äußert und ihnen die Kalkulation ihrer Geschäfte während der Marktentwicklung erschwert. Das Preisrisiko besteht in der Gefahr, dass Preise von materiellen oder immateriellen Gütern entgegen der Planung in Zukunft steigen oder fallen könnten. Dieses Preisrisiko besteht jedoch nicht oder lediglich in geringem Umfang, wenn Festpreise vereinbart werden, die für einen bestimmten Zeitraum gelten. Der den Festpreis festlegende Marktteilnehmer trägt damit das Preisrisiko alleine.
Ist der Festpreis weder ein Mindestpreis noch ein Höchstpreis und mit dem Marktpreis identisch, so schaltet er zeitliche Preisschwankungen aus, er kann jedoch auch das Ergebnis einer unzulässigen Preisabsprache eines Kartells sein. Der Festpreis führt dazu, dass sich weder marktbedingte Preisschwankungen noch Inflation oder Deflation auf ihn auswirken. Das ist auch beim meist staatlich verordneten Preisstopp der Fall, bei dem Preisveränderungen durch Gesetz verboten sind. Er wird insbesondere bei einer Hyperinflation eingesetzt. Volkswirtschaftlich ist der Preisstopp das falsche Mittel zur Inflationsbekämpfung, denn während des Preisstopps verschieben sich die Knappheitsrelationen, ohne dass dies in den Preisen zum Ausdruck kommt. Nach dem Preisstopp müssen die Preise abrupt erhöht werden, weil die Mangelsituation nicht beseitigt ist.